# Wojciech Reszczyński
Wojciech Marian Reszczyński (ur. 9 kwietnia 1953 w Olsztynie) – polski dziennikarz radiowy i telewizyjny.

## Życiorys

### Wczesne lata
W 1976 ukończył studia na Wydziale Prawa i Administracji Uniwersytetu Mikołaja Kopernika. Od 1980 należał do NSZZ „Solidarność”.

### Kariera
Pracę w mediach rozpoczął w radiu. Najpierw pracował w Sygnałach dnia Polskiego Radia, a w okresie stanu wojennego trafił do radiowej Trójki. Od 1986 był głównym prezenterem Teleexpressu, programu informacyjnego w TVP1. W 1988 wyjechał na pół roku do USA. Część tego okresu przepracował w radiu, gdzie prowadził program dla Polonii, a część na budowach. 18 listopada 1989 zadebiutował jako prowadzący dziennik Wiadomości, którego był pierwszym gospodarzem; samodzielnie prowadził serwis przez półtora miesiąca. Podczas kampanii przed wyborami prezydenckimi w 1990 prowadził audycje komitetu wyborczego Lecha Wałęsy. Po rozstaniu się z TVP założył i pełnił funkcję prezesa (1992–2002) Radia Wawa. Związany był także ze stacją telewizyjną RTL 7. 30 września 2004 został zatrudniony w Telewizji Puls. Do 26 lutego 2009 był wicedyrektorem Informacyjnej Agencji Radiowej. Od lutego 2012 jest członkiem zarządu warszawskiego oddziału Stowarzyszenia Dziennikarzy Polskich. Współpracuje bądź współpracował m.in. z „Naszym Dziennikiem”, „Naszą Polską”, „Moją Rodziną”, TVP Historia, PR3 i Radiem Maryja oraz tygodnikiem Sieci, jako autor felietonów na bieżące tematy.
Dwukrotnie (w 1987 i 1988) otrzymał Wiktora, nagrodę branży telewizyjnej. W geście sprzeciwu wobec sytuacji w polskich mediach swoje nagrody przekazał na rozwój mediów niezależnych.
Napisał książki: Byłem dziennikarzem (1991), Wygrać prezydenta (1995), Jaka głowa taka mowa (1997) i Lech Kaczyński. Portret (2010).
W czerwcu 2013 odmówił przyjęcia orderu państwowego, który miał mu nadać prezydent RP, Bronisław Komorowski z okazji dwudziestolecia uchwalenia ustawy o radiofonii i telewizji. W 2018 został zawieszony przez dyrekcję radiowej Trójki za brak reakcji, gdy w prowadzonej przez niego audycji Władysław Bartoszewski został nazwany „bydlakiem”. W 2020 odznaczony Złotym Krzyżem Zasługi.
Ma dwie córki. Zamieszkał na warszawskiej Sadybie.

## Kariera zawodowa
Źródło

### Radio
- Studenckie Studio Radiowe Bielany Radio w Toruniu (1972–1976); kierownik
- Polskie Radio Program I (1977–1981); Sygnały Dnia, Lato z Radiem, Cztery Pory Roku; dziennikarz
- Polskie Radio Program III (1982–1986); Zapraszamy do Trójki, Klub Trójki, Wszechnica Budowlana; dziennikarz
- Polskie Radio Program IV (1985); współpraca, Wieczór Muzyki i Myśli
- Radio WSSY 1330 AM „Sunny” w Chicago IL, USA (1988); dziennikarz, prezenter, autor audycji Z bliska i z daleka
- Radio Wawa (1992–2002); założyciel i współwłaściciel, prezes zarządu Wawa SA, redaktor naczelny, autor felietonów: Jaka głowa taka mowa, audycji publicystycznej Magazyn Niepoprawny
- Polskie Radio (Informacyjna Agencja Radiowa (2008–2009); wicedyrektor
- Polskie Radio Program III (2010-?), komentator, autor audycji publicystycznych Trójka na Poważnie, Liberum Veto

### Telewizja
- TVP Teleexpress (1986–1987); dziennikarz, pierwszy prezenter
- TVP Wiadomości (1989–1991); dziennikarz i pierwszy prezenter programu
- RTL 7 (1997); dziennikarz i prezenter programów informacyjnych
- TV Puls (2002); dziennikarz i prezenter programów informacyjnych Serwis Pulsu, autor cyklu programów publicystycznych Nasza Antena (2004)
- TV Puls (2007); dziennikarz i prezenter programu informacyjnego Puls Wieczoru
- TVP Historia (2007–2008) współautor i prezenter cyklu Dzieje Polaków

### Prasa
- Na przełaj przez Frombork (1970–1971); dziennikarz harcerskiego pisma
- Felietony prasowe: (TOP, 1988), (Racja Polska, 2002), (Nasz Dziennik 2006-), tygodnik (Nasza Polska 2006-2016)

## Publikacje
- Byłem dziennikarzem, „Optima”, Warszawa, 1991, ISBN 83-85447-00-8.
- Wygrać prezydenta, Rozmowy Wojciecha Reszczyńskiego z kandydatami na Urząd Prezydenta Rzeczypospolitej Polskiej, Wydawnictwo von Borowiecki, Warszawa 1995, ISBN 83-904286-0-1.
- Zapiski Mohera, seria Biblioteka Naszej Polski, Glaukopis, Warszawa 2013, ISBN 978-83-64037-99-3
- Oburzeni (współautor), Biały Kruk, 2013, ISBN 978-83-7553-144-2
- Wygaszanie Polski (współautor), Biały Kruk, 2015, ISBN 978-83-7553-181-7
- Pomiędzy Wschodem a Zachodem. W kręgu myśli Feliksa Konecznego, Biały Kruk, 2024, ISBN: 978-83-7553-412-2.